# Корвара ин Бадия
Корва̀ра ин Бадѝя (на италиански: Corvara in Badia; на ладински и на немски: Corvara, Корвара) е село и община в Северна Италия, автономна провинция Южен Тирол, автономен регион Трентино-Южен Тирол. Разположено е на 1586 m надморска височина. Населението на общината е 1365 души (към 2014 г.).

## Език
Официални общински езици са и италианският и немският. Най-голямата част от населението говори обаче на други романски език, ладинският.
| %     | Роден език      |
| 6,84  | Италиански език |
| 3,46  | Немски език     |
| 89,70 | Ладински език   |